# Svartöga
Svartöga (Thunbergia alata) är en art i familjen akantusväxter (Acanthaceae) från tropiska Afrika. Numera förvildad i många tropiska och subtropiska områden.
Svartöga är en flerårig klättrande ört som kan växa till en höjd av 2 meter. Bladen är elliptiskt äggrunda med tydliga nerver, upp till 7 cm långa. De trumpetlika blommorna växer ensamma i bladvecken och blir cirka 4,5 cm i diameter. Blommorna är vanligen orangegula med purpursvart svalg men förekommer i olika färger från vitt till orange, med eller utan svart svalg.
Artepitetet alata (lat.) betyder vingad. Bladskaften har tunna lister, "vingar".

## Sorter
- 'African Sunset' ('Terracota') - en frösort med varierande färger, från klarrött till pastelltoner eller gult, alltid med svart öga.
- 'Alba' - har vita blommor med svart öga.
- 'Aurantiaca' - har orange blommor med svart öga.
- 'Bakeri' - har rent vita blommor utan svart öga. Förväxlas ibland med vit thunbergia.
- 'Dodsii' - har orangebruna blommor med gulbrunt öga och variegerat bladverk. Sticklingförökas.
- 'Freyeri - har orange blommor med ljust öga.
- 'Lemon Star' ('Sunne Lemon Star) - har ljusgula blommor med svart öga. Förökas med sticklingar.
- 'Lutea' - har rent djupgula blommor med svart öga.
- 'Spanish Eyes' - brunröda blommor med rosa ton och svart öga.
- 'Sulphurea' - blommor lust gula med svart öga.
- 'Sunlady' - har ljusgula blommor med urnupna flikar och svart öga.
- 'Sunrise Orange with Eye'  - selekterad frösort med orangegula blommor med svart öga.
- 'Susie-Serien' - frösort som innehåller en lång rad färger, med eller utan svart öga.

## Odling

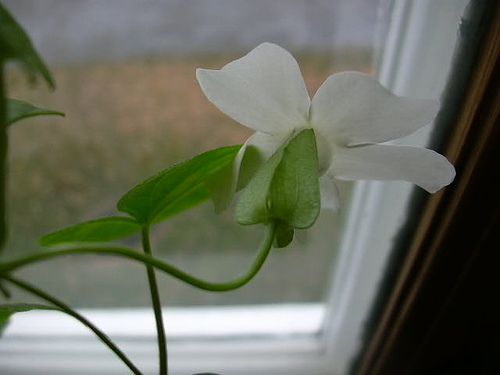
Thunbergia alata alba

Arten kan odlas i krukor i vanlig standardjord men ogillar värme och mår ofta inte bra inomhus utan bör användas som utplanteringsväxt. Placeras så ljust som möjligt, men kan behöva skydd mot den starkaste solen. Föredrar jämn vattning, men kan torka ut lätt mellan vattningarna. Ge näring varje vecka under vår till höst. Används oftast som ettårig men kan övervintras svalt och torrare, 10-15°C, tål tillfälligt 0°C. Förökas med frö under februari-april och planteras ut när risken för frost är över.

## Synonymer
- Endomelas alata (Bojer ex Sims) Rafinesque, 1838
- Thunbergia alata var. fryeri (Vilm.) Hasselbring, 1917
- Thunbergia alata var. albiflora Kuntze, 1891 nom. illeg.
- Thunbergia alata var. aurantiaca Kuntze, 1891
- Thunbergia alata var. bakeri Hasselbring 1917
- Thunbergia alata var. vixalata Burkill, 1900
- Thunbergia alata var. lutea Hasselbring, 1917
- Thunbergia alata var. reticulata (Hochstetter ex Nees von Esenbeck) Burkill, 1900
- Thunbergia alata  subvar. doddsii (Paxton) Hasselbring, 1917
- Thunbergia alata var. sulphurea Hasselbring, 1917
- Thunbergia alata var. albiflora Hooker, 1840
- Thunbergia alata var. alba Paxton, 1837
- Thunbergia alata var. retinervia Burkill, 1900
- Thunbergia albiflora (Hooker) Gordon, 1845
- Thunbergia aurantiaca Paxton, 1839
- Thunbergia backeri Vilmorin, 1866
- Thunbergia doddsii Paxton, 1849
- Thunbergia fryeri Vilmorin, 1863
- Thunbergia manganjensis T.Anderson ex Lindau, 1893
- Thunbergia reticulata Hochstetter ex Nees von Esenbeck, 1847